# Marion Walter
Pour les articles homonymes, voir Walter.
Marion I. Walter, (30 juillet 1928-9 mai 2021), est une mathématicienne et universitaire allemande. Elle est professeure honoraire de mathématiques à l'université de l'Oregon. Le théorème de Marion porte son nom. 

## Biographie
Elle naît à Berlin en Allemagne en 1928. Ses parents parviennent à l'envoyer, avec sa sœur, en Angleterre par un Kindertransport, c'est-à-dire une opération d'évacuation des enfants juifs effectuée en 1939, à la veille de la Seconde Guerre mondiale. Elle fait ses études dans un internat, où elle obtient son diplôme de fin d'études secondaires, puis est sollicitée pour enseigner les mathématiques dans ce même établissement, en partie parce qu'elle avait gagné une marque de distinction sur son examen Cambridge School School Certificate. Elle a enseigné pendant deux semestres et a constaté qu'elle aimait enseigner.  
Elle fréquente un collège en Angleterre de 1946 à 1948, puis part pour les États-Unis, où elle s'inscrit au Hunter College, avec une majeure en mathématiques et une mineure en éducation, et dont elle est diplômée en 1950. Elle enseigne à la Hunter College High School et à la George Washington Educational Campus, tout en suivant des cours du soir à l'université de New York pour préparer une maîtrise en mathématiques. Elle obtient une place d'assistante de recherche à l'Institute of Mathematics and Mechanics, faisant principalement des travaux informatiques à ce qui est devenu le Courant Institute. 
Au cours des étés 1952 et 1953, elle bénéficie d'une bourse du National Institute of Standards and Technology pour étudier à l'Institut d'analyse numérique de l'université de Californie à Los Angeles. Elle obtient sa maîtrise en mathématiques à l'université de New York en 1954. Elle prépare son doctorat en éducation à la Harvard Graduate School of Education, où elle soutient en 1967 une thèse intitulée Two Samples of Informal Geometry for Young Children.

## Activités professionnelles

### Enseignement des mathématiques
Elle est assistante d'enseignement à l'université Cornell. En 1956, elle est nommée pour une année au Simmons College (en) de Boston. Ce collège n'offrait pas alors de filière majeure en mathématiques, mais à la fin de l'année, elle est sollicitée pour créer cette majeure. Elle est donc directrice du département de mathématiques, durant quatre ans jusqu'en 1960. Elle est boursière du programme d'été de la National Science Foundation à Stanford, puis elle reprend des tâches exclusives d'enseignement jusqu'en 1965. 
À l'université Harvard, elle forme un groupe appelé Boston Area Math Specialists, qui propose des ateliers mensuels aux enseignants en exercice. Elle est également consultante en mathématiques pour le projet qui est devenu Sesame Street. Elle réalise une mission en tant que consultante de l'UNESCO pour l'enseignement des mathématiques en Israël. 
En 1977, elle est nommée à l'université de l'Oregon où elle enseigne jusqu'à sa retraite académique en 1994.
Marion Walter meurt le 9 mai 2021 à Eugene (Oregon).

### Activités de photographe
Marion Walter a réalisé un certain nombre de clichés de ses collègues. Sa collection, constituée d'une soixantaine de photos, négatifs et diapositives, est déposée aux Archives of American Mathematics au Briscoe Center for American History, rattaché à l'université du Texas à Austin

## Théorème de Marion

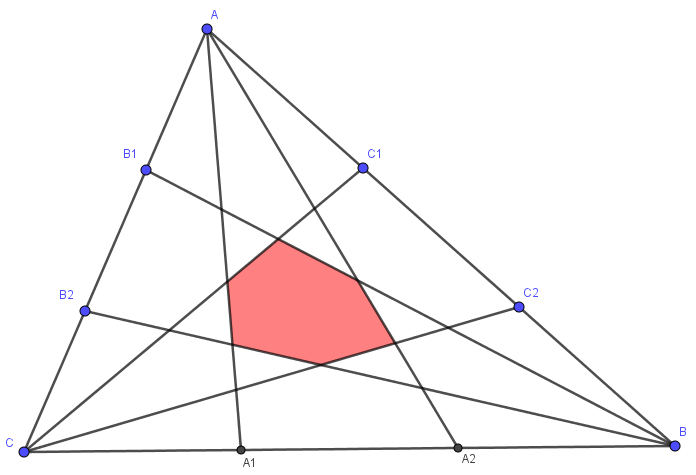
Théorème de Marion.

En 1993, le théorème de Marion, qui traite de la zone de l'hexagone formé en coupant les côtés des triangles, a été nommé d'après elle,.
Théorème — Soit ABC un triangle quelconque. Les points C1 et C2 partagent le côté [AB] en trois parties égales, on procède de même sur les deux autres côtés. Les segments [AA1], [AA2], [BB1], [BB2], [CC1], [CC2] définissent un hexagone au centre du triangle ABC. Alors l'aire de cet hexagone est égale à 1/10 de celle de ABC.

## Publications

### Ouvrages scientifiques
Son ouvrage sur l'utilisation des miroirs pour explorer la symétrie - Make a Bigger Puddle, Make a Smaller Worm (1971), a remporté une mention honorable du New York Academy of Science Children's Book Award Program, tout comme son livre de 1985 The Mirror Puzzle Book.  

### Livres pour enfants
- Look at Annette (1971).
- Another, Another, Another and More (1975).
- The Art of Problem Posing (1983) - Co-écrit avec Stephen I. I. Brown
- Boxes, Squares and Other Things, avec Stephen Brown (1970).
- (en) Stephen I. Brown et Marion Walter, Problem Posing : Reflections and Applications, Psychology Press, 2013 (1re éd. 1993), 360 p. (ISBN 978-1-317-71737-9, lire en ligne)